# Kaspar Hübsch
Kaspar Hübsch (* 10. September 1582 in Bautzen; † 26. Juli 1643 ebenda) war Bürgermeister in Bautzen.

## Leben
Hübsch studierte Jura und war seit 1617 Mitglied des Rates der Stadt Bautzen. Ab 1625 diente er als Kämmerer, bzw. ab 1626 als Oberkämmerer. Hübsch war in den Jahren 1634, 1637, 1639 und 1641 Bürgermeister von Bautzen. 
Hübsch war in erster Ehe mit Martha Kruschwitz verheiratet, aus der Ehe gingen zwei Töchter hervor. Seine zweite Ehefrau war Dorothea Schmeiß, aus dieser Ehe ging eine Tochter hervor. 1613 ersteigerte er das Gut Niederkaina, das bis 1781 im Besitz der Familie blieb.